# European Universities Games 2016
Die European Universities Games 2016 (EUSA-Games 2016) sind eine europäische Multisportveranstaltung für Studenten und nach Córdoba in Spanien und Rotterdam in den Niederlanden die dritte Auflage der Spiele. Austragungsort der Spiele sind vom 13. bis 23. Juli Zagreb und Rijeka in Kroatien. Zagreb-Rijeka hatte sich im Bieterverfahren gegen Coimbra durchgesetzt und erhielt im Juni 2013 in Ljubljana den Zuschlag für die Ausrichtung der Spiele von der European University Sports Association, dem Dachverband der Spiele. Die Spiele sind nach eigenen Angaben die größte europäische Multisportveranstaltung für Studenten.

## Sportarten
- Badminton (6 Disziplinen)
- Basketball (2 Disziplinen)
- Beachvolleyball (2 Disziplinen)
- Fußball (2 Disziplinen)
- Futsal (2 Disziplinen)
- Handball (2 Disziplinen)
- Judo (14 Disziplinen)
- Rudern (19 Disziplinen)
- Rugby 7s (2 Disziplinen)
- Taekwondo (16 Disziplinen)
- Tischtennis (6 Disziplinen)
- Tennis (2 Disziplinen)
- Volleyball (2 Disziplinen)
- Wasserball (2 Disziplinen)

Beachvolleyball, Rudern und Rugby 7s sind optionale Sportarten im Programm der EUSA-Games 2014. Wasserball ist Demonstrationssportart.